# Кавенчин (Буський повіт)
Кавенчин (пол. Kawęczyn) — село в Польщі, у гміні Новий Корчин Буського повіту Свентокшиського воєводства.
Населення — 130 осіб (2011).
У 1975-1998 роках село належало до Келецького воєводства.

## Демографія
Демографічна структура на день 31 березня 2011 року:
|          | Загалом | Допрацездатний вік | Працездатний вік | Постпрацездатний вік |
| -------- | ------- | ------------------ | ---------------- | -------------------- |
| Чоловіки | 62      | 16                 | 37               | 9                    |
| Жінки    | 68      | 14                 | 30               | 24                   |
| Разом    | 130     | 30                 | 67               | 33                   |